# Bravo Hills
Die Bravo Hills sind eine Gruppe von Berggipfeln mit einer maximalen Höhe von 780 m in der antarktischen Ross Dependency. Sie erstrecken sich als untere Ausläufer der Prince Olav Mountains entlang des Ross-Schelfeises zwischen den Einmündungen des Le-Couteur- und des Gough-Gletschers.
Die Südgruppe der New Zealand Geological Survey Antarctic Expedition (1963–1964) benannte sie nach ihrem Versorgungsdepot B (Bravo), das unweit der Gebirgsgruppe errichtet wurde.